# Amfiteatr rzymski w Trewirze
Amfiteatr rzymski w Trewirze – amfiteatr zbudowany na przedmieściach Trewiru około roku 100,  mógł pomieścić 20.000 widzów. 
Amfiteatr został wzniesiony częściowo na wzgórzu Petrisberg, by wykorzystać naturalne nachylenie stoku do konstrukcji trybun dla widzów. W części zachodniej znajdowały się miejsca dla cesarza oraz wysokich rangą urzędników państwowych. Wejścia główne, ulokowane po stronie północnej i południowej, miały bogato zdobione fasady. W IV i V wieku amfiteatr służył również jako wschodnia brama wjazdowa do miasta. 
Po upadku Cesarstwa rzymskiego, jak wiele innych budowli rzymskich, był eksploatowany jako źródło materiałów budowlanych. 
Wraz z innymi zabytkami rzymskiego Trewiru, został wpisany w 1986 na listę dziedzictwa kulturowego UNESCO.

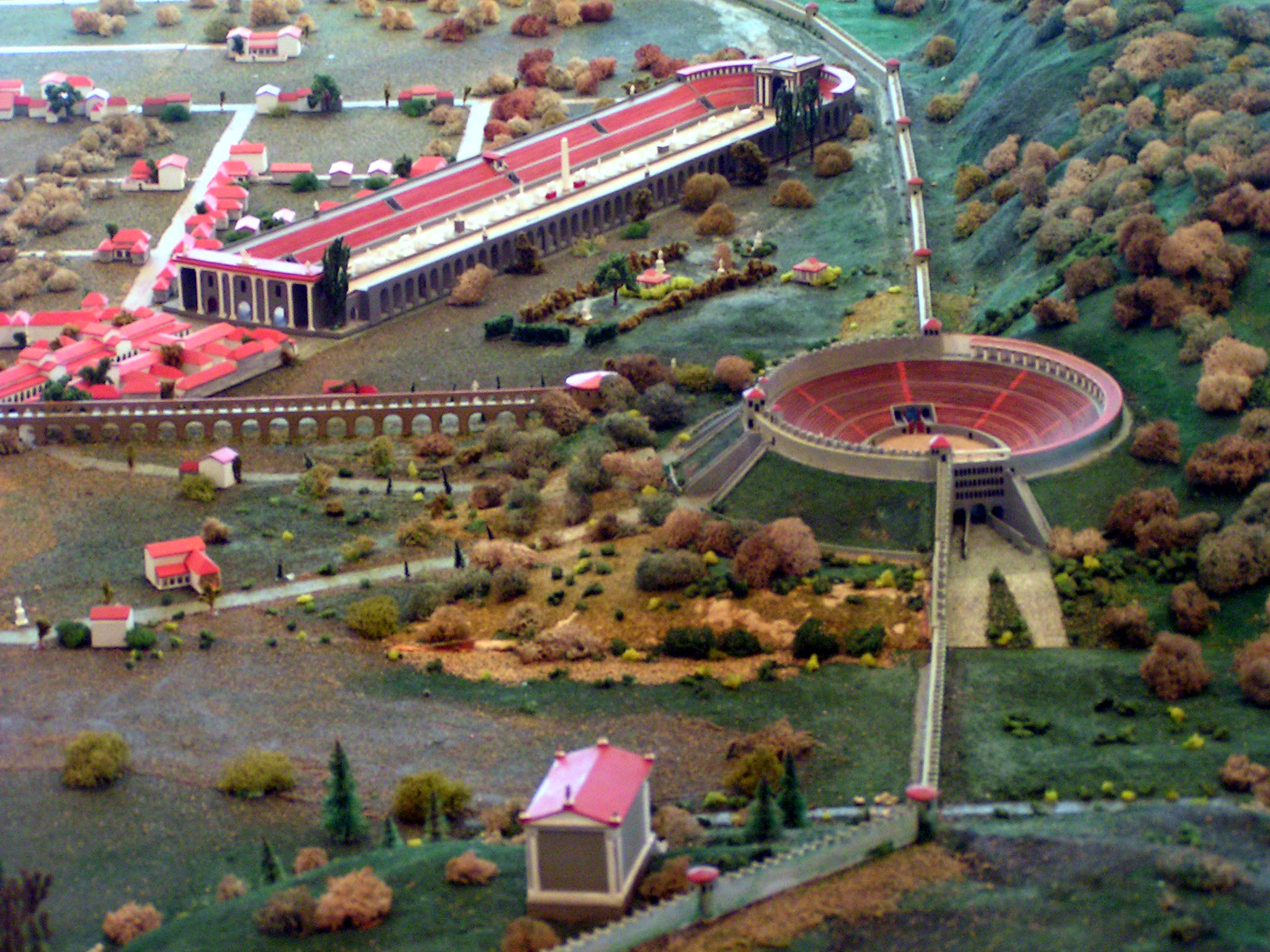
Makieta rzymskiego Trewiru, IV wiek: cyrk i amfiteatr
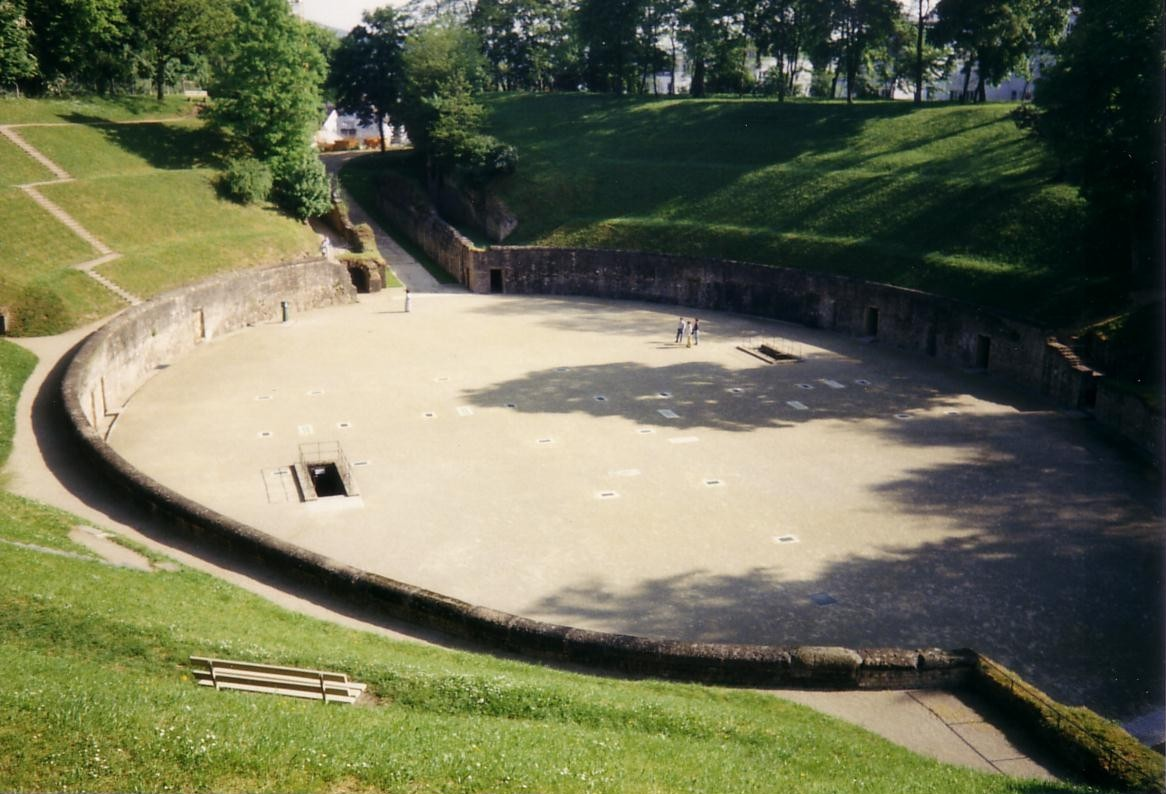
Amfiteatr w Trewirze, 1999
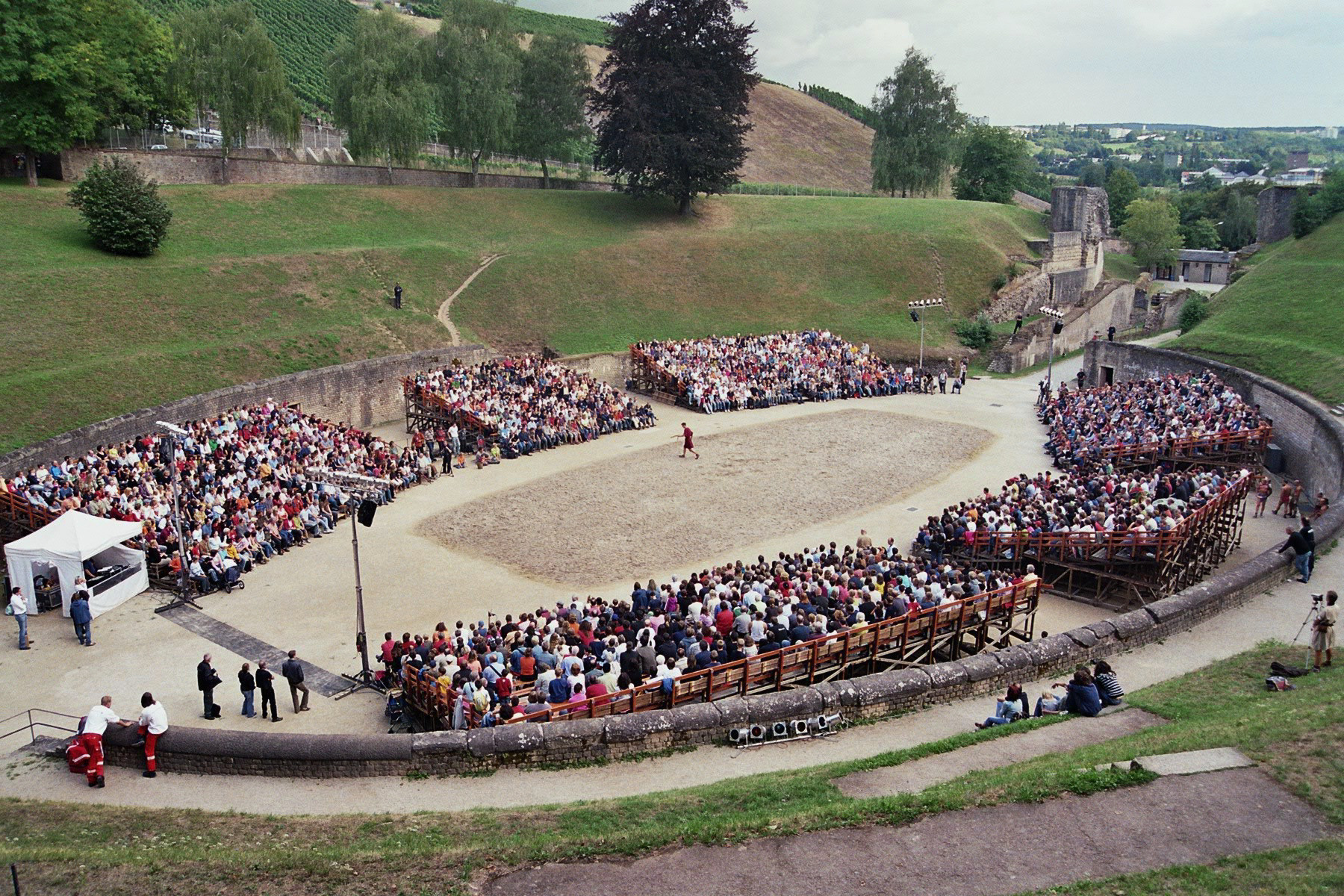
Występy gladiatorów